# Antonina Shevchenko
Antonina Shevchenko (Bisqueque, 20 de novembro de 1984) é uma lutadora quirguiz-peruana de artes marciais mistas, luta na categoria peso-mosca feminino do Ultimate Fighting Championship.

## Vida pessoal
Antonina é a irmã mais velha da também lutadora do UFC e atual campeã peso mosca feminino do UFC Valentina Shevchenko.

## Carreira no MMA

### Ultimate Fighting Championship
Shevchenko era esperada para fazer sua estreia no UFC contra Ashlee Evans-Smith em 30 de novembro de 2018 at The Ultimate Fighter: Heavy Hitters Finale. Entretanto, foi anunciado que Evans-Smith havia sido retirada do evento devido a uma lesão e foi substituída por Ji Yeon Kim. Antonina venceu por decisão unânime.
Shevchenko enfrentou Roxanne Modafferi em 20 de abril de 2019 no UFC Fight Night: Overeem vs. Oleinik. Ela perdeu por decisão dividida.
Shevchenko enfrentou Lucie Pudilová em 3 de Agosto de 2019 no UFC on ESPN: Covington vs. Lawler. Ela venceu por finalização no segundo round.

## Cartel no MMA
| Cartel no MMA   |            |            |
| 12 lutas        | 9 vitórias | 3 derrotas |
| Por nocaute     | 3          | 0          |
| Por finalização | 1          | 1          |
| Por decisão     | 5          | 2          |

| Res.    | Cartel | Oponente          | Método                                     | Evento                                         | Data       | Round | Tempo | Local              | Notas                 |
| ------- | ------ | ----------------- | ------------------------------------------ | ---------------------------------------------- | ---------- | ----- | ----- | ------------------ | --------------------- |
| Derrota | 9-3    | Andrea Lee        | Finalização (triângulo com chave de braço) | UFC 262: Oliveira vs. Chandler                 | 15/05/2021 | 2     | 4:52  | Houston, Texas     |                       |
| Vitória | 9-2    | Ariane Lipski     | Nocaute Técnico (socos)                    | UFC 255: Figueiredo vs. Perez                  | 21/11/2020 | 2     | 4:33  | Las Vegas, Nevada  | Performance da Noite. |
| Derrota | 8-2    | Katlyn Chookagian | Decisão (unânime)                          | UFC on ESPN: Woodley vs. Burns                 | 30/05/2020 | 3     | 5:00  | Las Vegas, Nevada  |                       |
| Vitória | 8-1    | Lucie Pudilová    | Finalização (mata leão)                    | UFC on ESPN: Covington vs. Lawler              | 03/08/2019 | 2     | 1:20  | Newark, New Jersey | Luta da Noite.        |
| Derrota | 7-1    | Roxanne Modafferi | Decisão (dividida)                         | UFC Fight Night: Overeem vs. Oleinik           | 20/04/2019 | 3     | 5:00  | São Petersburgo    |                       |
| Vitória | 7-0    | Ji Yeon Kim       | Decisão (unânime)                          | The Ultimate Fighter: Heavy Hitters Finale     | 30/11/2018 | 3     | 5:00  | Las Vegas, Nevada  | Estreia no UFC.       |
| Vitória | 6-0    | Jaymee Nievara    | Nocaute Técnico (joelhadas)                | Dana White's Tuesday Night Contender Series 11 | 26/06/2018 | 2     | 3:22  | Las Vegas, Nevada  | Estreia nos Moscas.   |
| Vitória | 5-0    | Valérie Domergue  | Decisão (unânime)                          | Phoenix FC 4: Dubai                            | 22/12/2017 | 3     | 5:00  | Dubai              |                       |
| Vitória | 4-0    | Anissa Haddaoui   | Decisão (unânime)                          | Phoenix FC 3: UK vs. The World                 | 22/09/2017 | 3     | 5:00  | Londres            |                       |
| Vitória | 3-0    | Hyun Seong Kim    | Decisão (unânime)                          | WXF: X-Impact World Championships 2005         | 09/07/2005 | 3     | 5:00  | Seul               |                       |
| Vitória | 2-0    | Hyun Seong Kim    | Decisão (unânime)                          | WXF: X-Impact World Championships 2003         | 03/12/2003 | 3     | 2:00  | Seul               |                       |
| Vitória | 1-0    | Anara Bayanova    | Nocaute Técnico (socos)                    | KFK: Cup of Kyrgyzstan                         | 15/04/2002 | 2     | N/A   | Bisqueque          |                       |